# Astragalus kelseyae
Astragalus kelseyae es una especie de planta del género Astragalus, de la familia de las leguminosas, orden Fabales.

## Distribución
Astragalus kelseyae se distribuye por Utah.

## Taxonomía
Fue descrita científicamente por B. L. Corbin. Fue publicada en Madroño 58(3): 185 (–189; figs. 1-2) (2012).